# Cuando un hombre ama a una mujer
Cuando un hombre ama a una mujer (When a Man Loves a Woman) es una película estadounidense estrenada en 1994. Está dirigida por Luis Mandoki.

## Argumento
Alice (Meg Ryan) y Michael Green (Andy García) viven junto con sus dos hijas, Jess (Tina Majorino) y Casey (Mae Whitman), y aparentan ser, a primera vista, la típica pareja, pero Alice esconde un terrible secreto: es alcohólica. Al estar tan enamorado de ella, Michael intentará ayudarla aunque ella no lo desee.

## Reparto
- Meg Ryan: Alice Green
- Andy García: Michael Green
- Tina Majorino: Jess Green
- Mae Whitman: Casey Green